# Андерс Фог Расмусен
Андерс Фог Расмусен (дан. Anders Fogh Rasmussen, Гинеруп, 26. јануар 1953) је дански политичар, вођа левице. Фог Расмусен је био премијер Данске од новембра 2001. до априла 2009, и потом преузео дужност генералног секретара НАТО 1. августа 2009. На месту премијера наследио га је Ларс Локе Расмусен.
Он је лидер Либералне странке (Венстре), и вођа коалиције десног центра његове Либералне странке и конзервативне Народне странке, које су преузеле власт 2001, и освојиле други и трећи мандат у фебруару 2005, и у новембру 2007. Ово је мањинска влада која се ослања на подршку Данске народне партије. Његова влада је увела оштра ограничења на имиграцију а порезе је замрзнула на нивоу пре доласка на власт.
Ипак под Фогом, одређени порези су смањени, али Конзервативци захтевају додатно смањивање као и фиксну пореску стопу не већу од 50%. Фог је спровео административну реформу смањења броја општина (kommuner) и замене тринаест жупанија (amter) са пет регија. Расмусен је ове реформе описао као „највеће у последњих тридесет година“. Надаље, спроведена је и реформа система полиције и правосуђа, промењен је број полицијских општина и градских судова са 54 на 12 и са 82 на 22.
Фог Расмусен је један од учесника скандала око карикатуре Мухамеда из 2005.